# Чемпіонат Італії з футболу 1905
Чемпіонат Італії з футболу 1905 — восьмий сезон футбольного чемпіонату в Італії. В чемпіонаті брали участь 6 команд. Матчі проходили з 5 лютого по 9 квітня. Переможцем турніру вперше став Ювентус.

## Кваліфікація

### П'ємонт
| Команда 1 | Заг. | Команда 2 | 1-й матч | 2-й матч |
| --------- | ---- | --------- | -------- | -------- |
| Ювентус   | 7-0  | Торінезе  | 3-0      | 4-0      |

### Ломбардія
| Команда 1 | Заг. | Команда 2 | 1-й матч | 2-й матч |
| --------- | ---- | --------- | -------- | -------- |
| Мілан     | 9-10 | Міланезе  | 3-3      | 6-7      |

### Лургія
| Команда 1      | Заг. | Команда 2 | 1-й матч | 2-й матч |
| -------------- | ---- | --------- | -------- | -------- |
| «Андреа Дорія» | 0-1  | Дженоа    | 0-0      | 0-1      |

## Фінальний раунд
| М | Клуб     | О | І | В | Н | П | МЗ | МП | Різ | Примітки |
| - | -------- | - | - | - | - | - | -- | -- | --- | -------- |
| 1 | Ювентус  | 6 | 4 | 2 | 2 | 0 | 9  | 3  | +6  | Чемпіон  |
| 2 | Дженоа   | 5 | 4 | 1 | 3 | 0 | 7  | 6  | +1  |          |
| 3 | Міланезе | 1 | 4 | 0 | 1 | 3 | 5  | 12 | -7  |          |

Результати
| Команда 1 | Рахунок | Команда 2 |
| --------- | ------- | --------- |
| Ювентус   | 3-0     | Міланезе  |
| Дженоа    | 1-1     | Ювентус   |
| Міланезе  | 2-3     | Дженоа    |
| Міланезе  | 1-4     | Ювентус   |
| Ювентус   | 1-1     | Дженоа    |
| Дженоа    | 2-2     | Міланезе  |

## Чемпіон

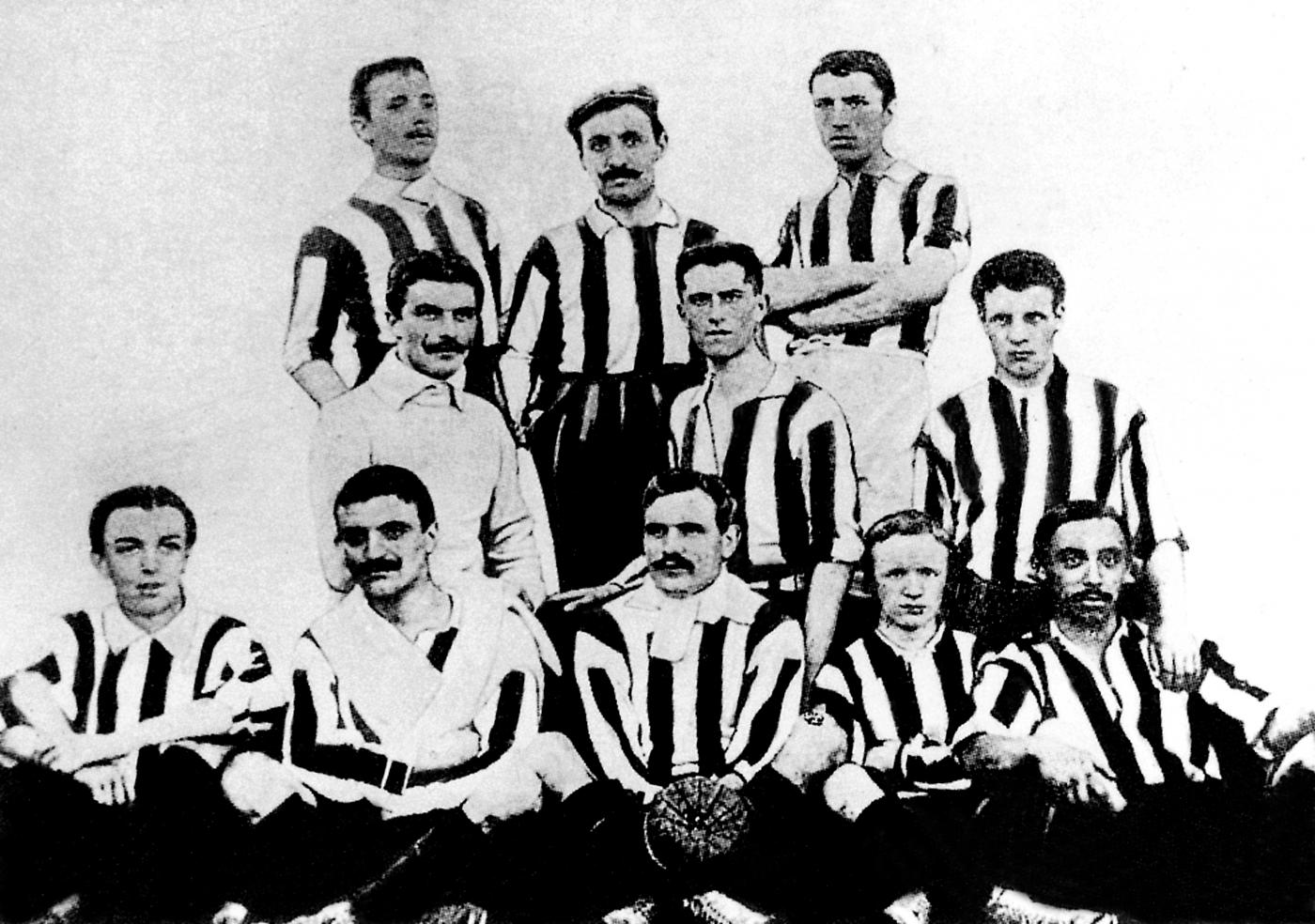
Ювентус

| Чемпіон Італії 1905 |
| ------------------- |
| «Ювентус» 1-й титул |